# Неусихін Олександр Йосипович
Олександр Йосипович Неусихін (19 січня 1898, Москва, Російська імперія — 22 жовтня 1969, Москва, РРФСР) — радянський історик (медієвіст), спеціаліст з соціально-економічної історії раннього Середньовіччя, доктор історичних наук, професор.
На великому матеріалі джерел Неусихін простежив процес перетворення вільних общинників на залежних селян у різних народів в період раннього Середньовіччя, показав загальне та особливе в цьому процесі, розкрив специфіку феодалізації Німеччини в VII—XII ст.

## Біографія

### Дитинство та юність
Раннє дитинство провів на Смоленщині в селі Борісовщіна. Його батько був земським лікарем, а мати — земською фельдшеркою. Від батьків Олександр Йосипович отримав прекрасне знання російської літератури, любов до якої буде супроводжувати його все подальше життя.
Середню освіту отримав у Ростовської (куди він вступив, провівши три роки в Ризькому реальному училищі). У Ростові директором гімназії був історик, один з учнів П. Г. Виноградова — С. П. Моравський, а історію викладав Є. А. Мороховець, що відкрито давав гімназистам марксистське розуміння історії. У гімназії, побудованої на кошти приватного благодійника, панували достатньо ліберальні погляди, бо вона користувалася правом запрошувати викладачів на розсуд педагогічної ради. Багато викладачів Ростовської гімназії стали згодом відомими університетськими професорами.
Закінчивши 1916 року Ростовську гімназію із золотою медаллю і з відміткою про особливу схильність до гуманітарних наук, Олександр Йосипович, поважаючи волю свого батька, що мав на нього великий вплив, вступив на Медичний факультет Московського університету та провчився там два роки, приділивши особливу увагу заняттям загальною хімією.
Однак яскраво виражене покликання перемогло, і 1918 року Неусихін перевівся на Історико-філологічний факультет, який під назвою Історичного відділення факультету суспільних наук закінчив наприкінці 1921 року. Серед курсів, прослуханих Олександром Йосиповичем (опускаючи традиційні), — історія християнства (Р. Ю. Віппера), історія міського ладу середніх віків (Д. М. Петрушевський), історія світоглядів, вчення про розвиток суспільних форм.
В Університеті за результатом іспиту з загального курсу середніх віків Д. М. Петрушевський запросив Неусихіна в коло учасників свого семінару. Надавши настільки велику честь, Д. М. Петрушевський не помилився та згодом високо оцінив здібності обдарованого студента, який став одним з найближчих його учнів.

### Зрілі роки
З жовтня 1920 по листопад 1924 працював у бібліотеці Соціалістичної академії і в Інституті Маркса та Енгельса на посаді зберігача кабінету історії Франції, пізніше — історії Німеччини та кабінету соціології, 1924 року був зарахований науковим співробітником, а потім аспірантом та секретарем секції середньовічної історії Інституту історії РАНІСН.
У лютому 1929 захистив кандидатську дисертацію «Суспільний лад древніх германців». З 1927 по 1930 працював доцентом середньовічної історії Московського індустріально-педагогічного інституту ім. К. Лібкнехта. У ці ж роки співпрацював у редакції Великої радянської енциклопедії як помічник редактора відділу західної історії. Потім працював науковим консультантом в музеї Центру народознавства, а з листопада 1931 по червень 1934 — старшим науковим співробітником Всесоюзної асоціації бібліографії при бібліотеці ім. В. І. Леніна.
1934 року після відновлення викладання історії у ВНЗ СРСР, Неусихін повертається до наукової та викладацької діяльності. З березня 1934 він працював старшим науковим співробітником Державної академії матеріальної культури ім. Н. Я. Марра, а з 1936 року — в Інституті історії (з 1968 року — Інститут загальної історії) Академії наук СРСР.
З 1934 року — професор, з 1940 — завідувач кафедри середньовічної історії Московського інституту історії, філософії та літератури ім. Н. Г. Чернишевського. Одночасно викладав історію середніх віків у інших московських ВНЗ, зокрема на історичному факультеті МДУ.
В 1941–1942 — в евакуації в Томську. Викладав та завідував кафедрами в Томському державному педагогічному інституті та Томському державному університеті.
В 1942 — 1943 перебував в евакуації в Свердловську. Викладав в Уральському університеті.
Докторська дисертація «Власність та свобода у варварських Правдах» (1946).
У 1949 потрапив під звинувачення в космополітизмі, але не сильно постраждав завдяки підтримці В. П. Волгіна.

## Вибрана бібліографія
- Общественный строй лангобардов в VI—VII вв. // СВ. 1945. Вып.1
- Возникновение зависимого крестьянства как класса раннефеодального общества в Западной Европе VI—VIII вв. М., 1956
- К вопросу об эволюции форм семьи и земельного аллода у аллеманов в VI—IX вв. // СВ, 1956. Вып.8
- Новые данные по источниковедению «Салической правды» // СВ. 1960. Вып.17
- Судьбы свободного крестьянства в Германии в VIII—XII вв. М., 1964
- Письма к Е. Е. Слуцкому, А. И. Рубину, Е. А. Неусыхиной (1942—1948)